# Cristino García Granda
Cristino García Granda (Gozón, Asturias, 3 de junio de 1913 - Madrid, 21 de febrero de 1946) fue un sindicalista, militante comunista español, guerrillero antifranquista y miembro de la resistencia francesa durante la Segunda Guerra Mundial.

## Biografía
Nacido en Ferrero, una aldea de la parroquia de Viodo, en el concejo asturiano de Gozón, residió más tarde en el de Castrillón. En 1936 trabajaba como fogonero en el buque Luis Adaro, encontrándose en Sevilla en el momento del golpe de Estado que inicia la guerra civil. La tripulación del barco se amotinó, se hizo con el mando y dirigió su rumbo hacia Gijón, en zona republicana. Durante la guerra participó activamente en diferentes combates, alcanzando por sus méritos el grado de teniente en el XIV Cuerpo de Ejército Guerrillero. En 1939 tras finalizar la contienda, se exilió a Francia, donde fue recluido en un campo de internamiento. Durante la Segunda Guerra Mundial participaría en la resistencia francesa al frente de la 158.ª División de la Agrupación de Guerrilleros Españoles, con el grado de teniente coronel. Dentro de sus diferentes actos en época de guerra se pueden destacar la liberación de presos políticos en Nimes, la toma de Foix el 19 de agosto de 1944 o la Batalla de La Madeleine, así como diferentes emboscadas a las tropas alemanas, sabotajes y destrucción de campos minados. Durante su última incursión, él y 28 compañeros más –27 republicanos españoles y 2 franceses– aprehendieron cañones y blindados y a un total de 1400 prisioneros alemanes que se dirigían a París para enfrentarse a las tropas del general Leclerc y su 2.ª División Blindada. En reconocimiento a estas acciones, el Gobierno francés le concede el grado de Héroe Nacional de Francia.
En 1944 se integra en los guerrilleros españoles que cruzan los Pirineos. Santiago Carrillo se reúne con ellos para reorganizar el PCE y ordenar el asesinato de un compañero de partido, Gabriel León Trilla. Aunque Cristino se niega en redondo, envía a dos hombres de su equipo a hacer el trabajo. En la primavera de 1945, a partir de la detención y fusilamiento en Madrid de José Vitini y sus compañeros de los cazadores de la ciudad, se dirige a la capital a crear y organizar el Centro General de Resistencia y la Agrupación Guerrillera de la Zona Centro. Tras varios enfrentamientos y golpes contra intereses del régimen, el 18 de octubre de 1945 fue apresado por la policía franquista.
El 22 de enero de 1946, durante el juicio, se define como patriota antifascista con las siguientes palabras:

Sé bien lo que me espera, pero declaro con orgullo que cien vidas que tuviera las pondría al servicio de la causa de mi pueblo y de mi patria [...] El fiscal nos llama bandoleros. No lo somos. Bandoleros son quienes nos acusan, quienes martirizan y matan de hambre al pueblo. Nosotros somos la vanguardia de la lucha del pueblo por la libertad. Este juicio es una farsa en la que se nos acusa de delitos que no hemos cometido. Pero tenéis prisa por deshaceros de nosotros. No queréis que el mundo vea nuestros cuerpos martirizados. Queréis ensuciar con este juicio el glorioso movimiento guerrillero.

El 9 de febrero del mismo año se le condenó a muerte, junto a nueve de sus compañeros, tras un consejo de guerra sumarísimo. Este hecho generó un gran revuelo político en diferentes países, sobre todo en Francia, cuyo ministro de Interior interpeló a la ONU por su liberación. Mientras, Charles de Gaulle –por entonces presidente de la República Francesa–, por su simpatía hacia Franco, no hizo nada para detener la ejecución por el temor a los «rojos». En la madrugada del 21 de febrero de 1946 se cumple la sentencia y es fusilado en las tapias del cementerio municipal de Carabanchel Bajo, donde fue enterrado.
La más llamativa fue la declaración suscrita por unanimidad por la Asamblea Nacional Constituyente, donde se afirma que los guerrilleros fueron fusilados por el odio a la libertad que habían defendido en Francia, y se invita al Gobierno a romper con el régimen de Franco: «La Asamblea traduce la protesta de la conciencia francesa ante esta nueva aplicación de métodos de represión condenados por el mundo civilizado». Seis días después de su fusilamiento, el gobierno francés cerró la frontera con España hasta marzo de 1948.
En 2005 el entonces ministro de Trabajo y Asuntos Sociales de España, Jesús Caldera, inauguró en la comuna francesa de Saint-Denis en el departamento de Sena-Saint Denis un centro social para inmigrantes que lleva su nombre.
El 25 de febrero de 2017, el concejo de Gozón rindió homenaje a Cristino, su parroquiano más internacional, poniendo su nombre a un parque de la capital Luanco.

## Héroe en Francia
En septiembre de 1946 en la localidad francesa de La Madeleine (cerca de Tornac, departamento Gard) se le colocó una lápida en su honor que lleva escrito: «Honneur à Cristino García, chef de maquis».
El 25 de octubre de 1946 en Francia, el Estado Mayor de la IX Región Militar le concede a título póstumo la Cruz de Guerra con estrella de plata por: «Resistente desde la primera hora, dotado de un alto espíritu de organización y de combate. Se le concede a este jefe de élite la atribución de la Cruz de Guerra con estrella de plata».
En Saint-Denis tiene una calle con su nombre en su honor. Con motivo del 50 aniversario de su muerte, el 21 de febrero de 1996, el pleno del Ayuntamiento de Alcalá de Henares le dedicó, asimismo, una calle de la ciudad con su nombre.
Las localidades francesas de Nimes, París, Drancy, Eaubonne, La Courneuve, Le Perreux-sur-Marne y Raismes igualmente dieron el nombre de Cristino García a una de sus calles.